# Гімазетдинова Анастасія
Анастасія Гімазетдинова (рос. Анастасия Гимазетдинова; *19 травня 1980, Ташкент, Узбецька РСР, СРСР) — узбекистанська фігуристка, що виступає у жіночому одиночному фігурному катанні, найкраща фігуристка своєї країни 2000-х років, учасниця престижних міжнародних турнірів із фігурного катання (найкращі результати Чемпіонатів світу — 19-те місце, 2007, Чотирьох Континентів — 8-ме місце на дебютному 1999 року).
Анастасія Гімазетдинова — учасниця двох Зимових Олімпіад — ХХ (29-те місце) і XXI.

## Кар'єра
Анастасія почала кататися на ковзанах у 5-річному віці (1985).
Вийшовши на міжнародний рівень у сезоні 1998/1999, хоча того року на національній першості Узбекистану з фігурного катання була тільки 2-ю (ці змагання в Узбекистані є нерегулярними, і у 2-й половині 2000-х років не відбувалися), Гімазетдинова відразу ж у дебюті показала 8-й результат на Чемпіонаті Чотирьох Континентів із фігурного катання (натепер найвище її досягнення цих турнірів), і стала 5-ю на Азійських Зимових іграх.
Посівши в 2005 році на Меморіалі Карла Шефера 7-ме місце, спортсменка відібралась для участі в зимових Олімпійських іграх 2006 року в Турині, де стала 29-ю (передостанньою).
На турнірі Nebelhorn Trophy — 2009, що був кваліфікаційним для Олімпіади 2010, Анастасія Гімазетдинова посіла 14-те місце, і не змогла здобути для Узбекистану олімпійську ліцензію. Однак згодом, унаслідок шерегу відмов від олімпійських путівок на олімпійський турнір одиночниць (зокрема, від ліцензій відмовились НОКи Ізраїлю, Швейцарії та Чехії), Узбекистан неочікувано отримав право представляти свою фігуристку на XXI Зимовій Олімпіаді (Ванкувер, Канада, 2010).
Тривалий час узбецька фігуристка живе і тренується в російському місті Первоуральську, тренуючись під наставництвом Петра Кіпрушева.

## Спортивні досягнення

### після 2003 року
| Сезони/Змагання                                     | 2003/2004 | 2004/2005 | 2005/2006 | 2006/2007 | 2007/2008 | 2008/2009 | 2009/2010 |
| --------------------------------------------------- | --------- | --------- | --------- | --------- | --------- | --------- | --------- |
| Зимові Олімпійські ігри                             |           |           | 29        |           |           |           | 23        |
| Чемпіонати світу з фігурного катання                |           |           | 21        | 19        | 21        | 31        | 23        |
| Чемпіонати Чотирьох Континентів з фігурного катання | 18        |           | WD        | 12        | 9         | 12        | 11        |
| Чемпіонати Узбекистану з фігурного катання          | 1         | 1         |           |           |           |           |           |
| Етапи Гран-Прі: «Cup of Russia»                     |           |           | 7         | 11        |           |           | 12        |
| Етапи Гран-Прі: «NHK Trophy»                        |           |           |           |           |           | 11        |           |
| Етапи Гран-Прі: «Trophee Eric Bompard»              |           |           |           |           | 12        | 8         |           |
| Етапи Гран-Прі: «Cup of China»                      | 11        |           |           |           |           |           |           |
| Турніри: «Nebelhorn Trophy»                         |           |           | 12        |           |           | WD        | 14        |
| Зимові Азійські ігри                                |           |           |           | 6         |           |           |           |
| Меморіал Карла Шефера                               |           |           | 7         |           |           |           |           |
| Меморіали Ондрея Непела                             |           |           | 15        |           |           |           |           |
| Турніри: «Ice Challenge»                            |           |           |           |           |           |           | 9         |
| Турніри: «Skate Israel»                             | 4         |           |           |           |           |           |           |
| Турніри: «NRW Trophy»                               |           |           |           |           |           |           | WD        |

- WD = знялась зі змагань

### до 2003 року
| Сезони/Змагання                                     | 1997/1998 | 1998/1999 | 1999/2000 | 2000/2001 | 2001/2002 | 2002/2003 |
| --------------------------------------------------- | --------- | --------- | --------- | --------- | --------- | --------- |
| Чемпіонати світу з фігурного катання                |           |           | 28        |           |           | 23        |
| Чемпіонати Чотирьох Континентів з фігурного катання |           | 8         | 12        | 26        | 14        | 9         |
| Чемпіонати Узбекистану з фігурного катання          | 2         | 2         | 2         | 2         | 2         | 1         |
| Зимові Азіатські ігри                               |           | 5         |           |           |           | 6         |
| Турніри: «Золотий ковзан Загреба»                   |           |           | 6         |           |           | 10        |
| Турніри: «Cup Helena Pajovic»                       |           |           |           |           | 2         |           |
| Меморіали Ондрея Непела                             |           |           | 8         |           | 8         |           |
| Меморіали Карла Шефера                              |           |           |           | 8         |           |           |

## Виноски
1. 1 2  Інтерв'ю з ген. секретарем НОК Узбекистану М. Бекбаєвим для газети «Правда Востока» [Архівовано 2 квітня 2015 у Wayback Machine.](рос.) від 1 лютого 2006 року
2. ↑  Узбекистан на Олімпіаді у Ванкувері представлять три спортсмени. Архів оригіналу за 24 січня 2010. Процитовано 19 лютого 2010.
3. ↑  Результати турніру Icechallenge, Грац, Австрія. Архів оригіналу за 31 жовтня 2009. Процитовано 19 лютого 2010.
4. ↑  Результати турніру «NRW Trophy 2009». Архів оригіналу за 7 грудня 2009. Процитовано 19 лютого 2010.